# Oberea notata
Oberea notata är en skalbaggsart som beskrevs av Maurice Pic 1936. Oberea notata ingår i släktet Oberea och familjen långhorningar. Inga underarter finns listade i Catalogue of Life.